# Asociace pro mezinárodní otázky
Asociace pro mezinárodní otázky (AMO, anglicky Association for International Affairs) je česká nevládní organizace, který se zabývá vzděláváním a výzkumem v oblasti mezinárodních vztahů a českou i evropskou zahraniční a bezpečnostní politikou. Činnost think tanku lze rozdělit mezi tři základní pilíře - vzdělání, mezinárodní projekty a výzkum. V rámci prvního pilíře AMO organizuje Pražský studentský summit a další vzdělávací aktivity. V rámci druhého pilíře AMO realizuje mezinárodní projekty podporující rozvoj občanské společnosti a demokratizaci ve státech východní Evropy a severní Afriky. Součástí AMO je také Výzkumné centrum, které se věnuje publikační činnosti a pořádání veřejných akcí. Výzkumné centrum je v podstatě samo o sobě zahraničně-politickým think-tankem.

## Charakteristika
AMO je nevládní nezisková organizace založená v roce 1997 za účelem výzkumu a vzdělávání v oblasti mezinárodních vztahů. Základním posláním AMO je přispívat k hlubšímu porozumění mezinárodnímu dění. AMO poskytuje prostor pro vyjadřování a realizaci idejí, myšlenek a projektů sloužících k rozvoji vzdělanosti, porozumění a tolerance mezi lidmi.
AMO je transparentní platformou, která zprostředkovává dialog mezi zástupci široké veřejnosti, akademické sféry, občanského sektoru, politiky a byznysu. Dlouhodobě podporuje zájem občanů České republiky o mezinárodní otázky a poskytuje informace nezbytné pro utváření vlastního názoru na současné dění doma i ve světě.
AMO je od roku 2014 zapsaným spolkem, který má dnes[kdy?] 106 individuálních členů.

## Oblasti působení
AMO má tři základní pilíře - vzdělání, mezinárodní projekty a výzkum. V jejich rámci:
- formuluje a vydává studie a analýzy
- pořádá mezinárodní konference, expertní semináře, kulaté stoly, veřejné diskuse
- organizuje vzdělávací projekty
- prezentuje kritické názory a komentáře k aktuálnímu dění pro domácí a zahraniční média
- vytváří příznivější podmínky pro růst nové generace expertů
- podporuje zájem o disciplínu mezinárodních vztahů mezi širokou veřejností
- spolupracuje s řadou dalších domácích i zahraničních institucí

## Tři pilíře AMO

### Vzdělávání
Pražský studentský summit je nejstarším a největším projektem AMO. Během 22 let svého fungování připravil tisíce studentů základních, středních a vysokých škol z celé České republiky na budoucnost bez ohledu na jejich konkrétní profesní zaměření. Mezi další vzdělávací projekty patří například ALYAS - AMO Lectures for Young Asia Scholars.

### Výzkum
Výzkumné centrum AMO patří mezi přední nezávislé zahraničně politické think-tanky v České republice. Vydává odborné analýzy, podporuje expertní debaty mezi klíčovými aktéry, pořádá veřejné diskuze a prosazuje zahraničně politická témata na národní, regionální i celoevropské úrovni.

### Mezinárodní projekty
Mezinárodní projekty AMO se zaměřují především na rozvoj občanské společnosti v evropském sousedství. Jejich záměrem je předat zkušenosti střední Evropy z demokratické transformace a mezi cílové skupiny patří učitelé, studenti, novináři a úředníci. Novým tématem je potom odborná asistence při provádění reforem na Ukrajině. Nejdůležitějším výměnným projektem AMO je od roku 2008 Česko-německý program pro mladé profesionály (CGYPP).

## Výzkumné centrum AMO
Výzkumné centrum Asociace pro mezinárodní otázky (VC AMO) je předním českým think-tankem, který není spjat s žádnou politickou stranou ani ideologií. Svou činností podporuje aktivní přístup k zahraniční politice, poskytuje nestrannou analýzu mezinárodního dění a otevírá prostor k fundované diskuzi. Hlavním cílem VC AMO je systematické sledování, analýza a komentování mezinárodního dění se zvláštním zaměřením na zahraniční politiku České republiky. Ředitelem je Vít Dostál.
VC AMO bylo založeno v říjnu 2003 jako analytický útvar Asociace pro mezinárodní otázky se zaměřením na mezinárodní vztahy a zahraniční, bezpečnostní a obrannou politiku. Jádrem VC AMO je tým analytiků, jejichž prostřednictvím nabízí VC AMO odbornou expertízu v hlavních problémech světových regionů a klíčových otázkách současné mezinárodní politiky.
Výzkumné centrum AMO zpracovává vlastní odborné studie ve formě briefing, policy a research papers. Tyto analýzy se zaměřují na aktuální otázky mezinárodní politiky, předkládají jejich kritické zhodnocení a nabízejí doporučení pro zainteresované aktéry. Analytické studie zpracovává i na základě českých a mezinárodních grantových projektů. Pravidelným publikačním výstupem VC AMO je Agenda pro českou zahraniční politiku, komplexní hodnotící studie doplněná souborem doporučení.
VC AMO aktivně vstupuje do veřejné debaty o zahraniční politice, evropské integraci a mezinárodních vztazích. Součástí těchto aktivit byla např. alternativní koncepce české zahraniční politiky z roku 2011, diskutovaná s představiteli Ministerstva zahraničních věcí ČR. Analytici VC AMO poskytují komentáře k aktuálnímu dění prostřednictvím tištěných médií, rozhlasu, televize i sociálních médií. Dedikovanou platformou pro hodnocení mezinárodní politiky je blog AMO.
Důležitou součástí činnosti VC AMO je pořádání konferencí, workshopů a seminářů s účastí prestižních hostů z České republiky i zahraničí. Na akce jsou zvání významní odborníci, aktivní i bývalí politici, diplomaté, představitelé byznysu i nevládního sektoru. VC AMO tím usiluje o otevření prostoru pro odbornou a otevřenou debatu o zahraniční politice a mezinárodních vztazích na vysoké úrovni.

## Projekty
AMO dlouhodobě realizuje domácí i mezinárodní projekty. Mnohé z projektů mají letitou tradici nebo se cyklicky opakují.

### Agenda pro českou zahraniční politiku
Agenda pro českou zahraniční politiku je vlajkovou lodí výzkumu AMO a je výroční publikací Výzkumného centra AMO, které ji vydává už od roku 2007. Publikace je zaměřena na prioritní oblasti české zahraniční politiky a obsahuje jednak hodnocení vývoje a událostí předešlého roku, a dále konkrétní doporučení pro následující období roku nového.
Publikace oslovuje představitele českých zastupitelských úřadů v zahraničí a vrcholné pracovníky české státní správy (MZV, MPO, MO, MV). Těší se také značnému zájmu představitelů zahraničních misí v ČR. Je široce vyhledávána členy obou komor Parlamentu ČR, zástupci politických stran, představiteli měst a krajů, akademiky i novináři. Slouží také studentům ekonomie, politologie a mezinárodních vztahů a je zároveň nepostradatelnou součástí veřejných i univerzitních knihoven.
AMO podporuje debatu o české zahraniční politice mezi odbornou i širokou veřejností i v rámci několika svých dalších projektů.

### Pražský studentský summit
Pražský studentský summit je nejdéle fungující projekt AMO. Jedná se o celoroční vzdělávací projekt s více než dvacetiletou tradicí pro více než 300 studentů středních i vysokých škol z celé České republiky. Dává mladým lidem možnost rozšiřovat si znalosti v oblasti mezinárodního dění, lidských práv, ekonomie, mezinárodní vzdělávací, vědecké a kulturní spolupráce, mezinárodní bezpečnosti či životního prostředí, tříbit jejich kritické myšlení a zároveň prohlubovat rétorické, prezentační a argumentační dovednosti. Část projektu navíc probíhá v angličtině a rozvíjí aktivní jazykové schopnosti účastníků. Akci připravuje tým téměř 70 dobrovolníků, kteří pracují ve svém volném čase a bez nároku na honorář.
Hlavní vzdělávací metodou Pražského studentského summitu je simulace činnosti mezinárodních organizací (OSN, EU a NATO). Na konci ročníku pak studenti navrhují řešení problémů, kterými se zabývají reálné mezinárodní organizace a mezi ostatními účastníky se snaží prosadit to, o co by skutečně usiloval diplomat jimi zastupovaného státu.
Summit se těší značné podpoře známých osobností. Každoročně ho navštíví desítky českých i zahraničních významných diplomatů, politiků, akademiků, byznysmenů či novinářů. V minulosti projekt zaštítily osobnosti jako například Václav Havel, Karel Schwarzenberg, Jan Kavan, Petr Pithart či Madeleine Albrightová. Jako hosté se Pražského studentského summitu zúčastnili například předseda vojenského výboru Severoatlantické aliance Petr Pavel,  ministr zahraničí Lubomír Zaorálek, předseda Senátu PČR Milan Štěch, diplomaté Štefan Füle, Hynek Kmoníček či Marie Chatardová, novináři Erik Tabery, Jindřich Šídlo či Jakub Železný, ekonomové Zdeněk Tůma, Petr Janský či Tomáš Sedláček, odborník na etiketu Ladislav Špaček, státní zástupkyně Lenka Bradáčová, americký velvyslanec v ČR Andrew Schapiro a mnoho dalších. V roce 2017 Summitu zaslal své poselství i generální tajemník OSN António Guterres.

### ALYAS – AMO Lectures for Young Asia Scholars
ALYAS je vzdělávací program určený studentům magisterských a doktorských cyklů a mladým výzkumníkům se zájmem o Asii. Hlavním cílem projektu je umožnit lepší pochopení politické, ekonomické, bezpečnostní a sociální problematiky asijsko-pacifické oblasti. Vybraní studenti mají možnost zúčastnit se uzavřených seminářů, přednášek a kulatých stolů s velvyslanci asijských zemí či předními experty na dané téma z ČR i zahraničí. Přednášky v angličtině probíhají každoročně od října do února.

### Česko-německý program pro mladé profesionály
Česko-německý program pro mladé profesionály (Czech-German Young Professionals Program – CGYPP) byl založen v roce 2008 jako mezinárodní síť mladých Čechů a Němců z akademické sféry, byznysu, médií, politiky, veřejné správy a nevládního sektoru.
Každoročně sdružuje 12 mladých profesionálů, kteří se zúčastní série workshopů a společně se pokouší řešit ožehavá ekonomická, politická a sociální témata. Program propojuje lidi s odlišným profesním zaměřením. Díky výměně a sdílení zkušeností a různých pohledů si účastníci nejen rozšiřují obzory, ale také zlepšují komunikační a mezikulturní dovednosti a posilují vlastní společenské schopnosti.
Program byl založen českou Asociací pro mezinárodní otázky a Německou radou pro mezinárodní vztahy (DGAP), která spolupořádala první čtyři ročníky. Pilotní rok se konal pod záštitou prezidentů Romana Herzoga a Václava Havla. Od roku 2014 je německým partnerem Evropské akademie Berlín (EAB).

### Další projekty
Další projekty AMO zahrnují programy zaměřené na pomoc s demokratizací, mediální gramotnost, vyvracení falešných zpráv a dezinformací, alternativní vzdělávání, vyvracení mýtů o migraci, volební monitoring, trendy politik v oblasti V4, ale i programy pro novináře.